# Olaf Jacobs
Olaf Jacobs (* 18. Juli 1972 in Leipzig) ist ein deutscher Regisseur, Film- und Medienproduzent.

## Biografie
Olaf Jacobs war von 1993 bis 1995 Redakteur beim öffentlich-rechtlichen Rundfunk. 1996 gründete er zusammen mit dem Filmautor und Regisseur Matthias Hoferichter die Hoferichter & Jacobs GmbH, die er seit 1999 als alleiniger Geschäftsführer führt. Jacobs ist Autor und Produzent zahlreicher Reportagen, TV-Dokumentationen und Dokumentarfilme. Er hatte seit 2002 als Lehraufträge an verschiedenen Universitäten und Hochschulen inne. Im Jahr 2014 ernannte ihn Rektorin Beate Schücking zum Honorarprofessor für „Ökonomie der Film- und Fernsehproduktion“ am Institut für Kommunikations- und Medienwissenschaft der Universität Leipzig. 2016 war er Gastprofessor an der polnischen Staatlichen Hochschule für Film, Fernsehen und Theater Łódź.
Zu seinen Produktionen zählen Dokumentarfilme wie Forgetting Dad (Regie: Rick Minnich und Matt Sweetwood, IDFA 2008, Max-Ophüls-Preis 2009), Unter Männern – Schwul in der DDR (Regie: Ringo Rösener und Markus Stein, Berlinale 2012), Grenze (Regie: Holger Jancke, Berlinale 2004) und Homemade Hillbilly Jam (Regie: Rick Minnich, HotDocs 2005) sowie Spielfilme wie Balkan Traffic – Übermorgen Nirgendwo (Regie: Markus Stein und Milan Puzic), Three Girls (Regie: Murad Ibragimbekvov) oder Drei Stern Rot (Regie: Olaf Kaiser). Die von ihm produzierte Fernsehdoku-Reihe DDR ahoi! (Regie: Lutz Pehnert) erhielt 2011 den Grimme-Preis in der Kategorie „Information & Kultur/Mehrteiler“. Mit Reihen wie Wem gehört der Osten? entwickelte er gemeinsam mit Kolleginnen und Kollegen eine besondere Form zeitgeschichtlicher Dokumentationen. In den letzten Jahren ist die Befassung mit interaktiven und medienübergreifenden Projekten hinzugekommen.
Im Herbst 2020 wurde Olaf Jacobs zusätzlich zum Gründungsgeschäftsführer der durch das Land Mecklenburg-Vorpommern neu gegründeten MV-Filmförderung GmbH berufen und etablierte mit einem Team eine kulturwirtschaftliche Film- und Medienförderung im Land.
Olaf Jacobs ist Mitglied der Deutschen und der Europäischen Filmakademie.

## Filme (Auswahl)
- 2000 Das Bankett (Dokumentarfilm, als Produzent und Autor)
- 2001: Heaven on Earth (Dokumentarfilm, als Produzent)
- 2002: Drei Stern Rot (Spielfilm, als Produzent)
- 2004: Grenze (Dokumentarfilm, als Produzent)
- 2004: Die Macht des Wissens. Die großen Universitäten Europas (Doku-Reihe, als Produzent)
- 2004–2009: Wildnis aus Menschenhand (Doku-Reihe, als Produzent)
- 2005: Homemade Hillbilly Jam (Dokumentarfilm, als Produzent)
- 2007: Balkan Traffic – Übermorgen Nirgendwo (Spielfilm, als Produzent)
- 2008: Bartóks Requiem (Dokumentarfilm, als Produzent)
- 2008: Geheimnis im sibirischen Eis (Dokumentation, als Produzent)
- 2009: Forgetting Dad (Dokumentarfilm, als Produzent)
- 2010: DDR ahoi! (Dokumentation, Grimme-Preis 2011, als Produzent)
- 2010: Hacker (Dokumentarfilm, als Produzent)
- 2010: Wenn das Eis schmilzt. Expedition Antarktis (Dokumentation, als Produzent)
- 2010: Der Saurier-Code (Dokumentation, als Produzent)
- 2010–2012: Kulturlandschaften Europas (Doku-Reihe, als Produzent und Regisseur)
- 2011: Legendäre Raddampfer (Doku-Reihe, als Produzent)
- 2011: Gesundheit DDR (Doku-Reihe, als Produzent)
- 2011: Beerland (Dokumentarfilm, als Produzent)
- 2012: Das Geheimnis der Riesenelefanten (Dokumentation, als Produzent)
- 2012: Unter Männern – Schwul in der DDR (Dokumentarfilm, als Produzent)
- 2012: Die Rückkehr der Elefanten (Dokumentation, als Produzent)
- 2012: Drei Farben Grün (Doku-Reihe, als Produzent)
- 2012: Das Geheimnis der Zugvögel. Große Rast am Roten Meer (Dokumentation, als Produzent)
- 2012: Nur eine Spritze. Der größte Medizinskandal der DDR (Dokumentation, als Produzent)
- 2009–2013: Die Zukunft der Städte (Doku-Reihe, als Regisseur)
- 2013: Ägyptens versunkene Hafenstadt – Ein Mythos taucht auf (Dokumentation, als Produzent)
- 2013: Generation Wende (Doku-Reihe, als Produzent)
- 2013: Die Außenhändler (Doku-Reihe, als Produzent)
- 2013–2018: eXakt – So leben wir (Doku-Reihe, als Produzent)
- 2013: Auswärts (Dokumentarfilm, als Produzent)
- 2014: Nur der Pole bringt die Kohle (Dokumentarfilm, als Produzent)
- 2015: Wem gehört der Osten (Doku-Reihe, als Produzent)
- 2015: Was wurde aus der Stasi? (Dokumentation, als Produzent)
- 2016: Wer beherrscht den Osten (Doku-Reihe, als Produzent)
- 2016: Der LPG-Skandal (Dokumentation, als Produzent)
- 2016: Was wurde aus der SED (Dokumentation, als Produzent)
- 2017: Maschinenmenschen – Wenn Technik unter die Haut geht (Dokumentation, als Produzent)
- 2017: Könige der Welt (Dokumentarfilm, als Koproduzent)
- 2017: Das geheime Leben der Katzen (Wissenschaftsdoku, als Produzent)
- 2017: Neutrinos – Boten vom Rand des Universums (Wissenschaftsdoku, als Produzent)
- 2017: Mit Hass und Gewalt - Angriff auf die Demokratie (Dokumentation, als Produzent)
- 2017: Wer bezahlt den Osten? (Doku-Reihe, als Produzent)
- 2018: Der Pflege-Aufstand (Dokumentation, als Produzent)
- 2018: Wege der Landwirtschaft (Dokumentation und Serie, als Produzent)
- 2018: Neuland (Doku-Serie, als Produzent)
- 2018: Die Kriminalfälle der Einheit (Doku-Serie und Dokumentation)
- 2018: Bischofferode – Das Treuhand-Trauma (als Produzent), nominiert für den Grimme-Preis 2019
- 2018: Wer braucht den Osten? (Doku-Reihe, als Produzent)
- 2018: Die letzte DDR-Regierung – Wie man sich selbst abschafft
- 2018: Die Versteigerer (Dokumentation, als Produzent)
- 2019: Wie klingt der Urknall? (Wissenschaftsdokumentation, als Produzent)
- 2019: Ostfrauen (Doku-Reihe, als Produzent)
- 2019: Die Investoren (Doku-Reihe, als Produzent)
- 2019: Wir sind die Friedensstraße (Reihe und Dokumentation, als Produzent)
- 2019: Wer bezahlt Europa? (Dokumentation, als Produzent)
- 2019: Wem gehört der Osten? – Die Schlösser (Dokumentation, als Produzent)
- 2019: Sind wir alle unterkuschelt? – Die Macht der Berührung (Wissenschaftsdokumentation, als Produzent)
- 2019: Was wurde aus der Volksbildung? (Dokumentation, als Produzent)
- 2019: Wer beherrscht Deutschland? (Dokumentation, als Produzent)
- 2019: Was wurde aus der Volksbildung? (Dokumentation, als Produzent)
- 2020: Der große Preis – Die Treuhand und der Osten (Dokumentation, 90 min, Produzent)
- 2020: Mythos Treuhand (interaktives Angebot  als Produzent), nominiert für den Grimme Online Award 2020
- 2020: Wem gehört der Osten? – Der Wald (Dokumentation, als Produzent)
- 2020: Wem gehört der Osten? – Die Elbe (Dokumentation, als Produzent)
- 2020: 1945: Unsere Städte (Doku-Reihe und interaktives Angebot, als Produzent)
- 2020: Kinder des Krieges – Das Jahr 1945 (Dokumentarfilm, als Produzent)
- 2020: Flexible Räume – Die Zukunft des Bauens (Dokumentation, als Produzent)
- 2020: Zufall Mensch – Der kleine Schritt zum großen Gehirn, als Produzent
- 2020: Wir Ostdeutsche (Dokumentation, 90 min, Produzent)
- 2020: Was will der Osten? (Dokumentation, 90 min, Produzent)
- 2020: Wie russisch ist der Osten? (Dokumentation, 90 min, Produzent)
- 2021: Ungeduldig, Unzufrieden, Uneins? – Die Deutschen am Ende von Merkels großer Koalition (Dokumentation, 45 und 90 min, Produzent)
- 2021: Die DNA des Ostens (Crossmediaprojekt, als Produzent), nominiert für den Grimme-Preis 2022
- 2021: Slahi und seine Folterer (Dokumentarfilm, als Produzent)
- 2021: Umwelt im Osten (Crossmediaprojekt, als Produzent), ausgezeichnet mit Grimme Online Award 2022
- 2021: Das Erbe einer Weltmacht (Dokumentation, als Produzent)
- 2022: Adam & Ida – Almost a Fairytale (Dokumentarfilm von Jan Tenhaven, als Produzent)
- 2023: Kinder der Flucht (Doku-Serie und Dokumentarfilm von Jan N. Lorenzen, als Produzent)
- 2024: Baldiga – Entsichertes Herz (Dokumentarfilm, Regie: Markus Stein, Autor: Ringo Rösener, Verleih: Salzgeber, Premiere Berlinale 2024  als Produzent)
- 2024: Wir waren in der AfD (Dokumentarfilm von Jan N. Lorenzen, als Produzent)
- 2024: Die Milliarden der Anderen – Kapitalismus ohne Kapital (Dokumentarfilm von Christoph Eder und Tom Fröhlich, als Produzent)
- 2024: NATO – Alte Freunde, Neue Fronten (Dokumentation von David Holland, als Produzent)
- 2024: Generation Grenzenlos – Gen Z zwischen Ost und West (Doku-Serie und Podcasts, als Produzent)
- 2024: Die große Angst (Dokumentation, als Produzent)
- 2024: Aufstieg rechts – Wie die AfD wurde, was sie ist (Dokumentation von Jan N. Lorenzen und Marcel Siepmann, als Produzent)
- 2024: Spiel um dein Leben (Doku-Serie, 5 Episoden, als Produzent)
- 2024: Es ist kompliziert … – Der Osten in den Medien (Dokumentation von Anett Friedrich und Christoph Peters, als Produzent)
- 2025: Das falsche Versprechen vom Aufstieg (Dokumentation von Ariane Riecker und Dirk Schneider, als Produzent)
- 2025: Abgeschrieben? - Der Osten und die Medien (Dokumentation von Anett Friedrich, als Produzent)
- 2025: Der vergessene Spion (Dokumentation von Jan Lorenzen und Michael Schönherr, als Produzent)

## Bücher
- DDR ahoi – Kleines Land auf großer Fahrt, Mitteldeutscher Verlag.
- DDR ahoi – Helden der See, Mitteldeutscher Verlag.
- Zeitreise DDR – Elf Beiträge für den Unterricht, als Herausgeber und Koautor, pentAlpha Verlag.
- Zeitreise DDR – Elf neue Beiträge zur DDR-Geschichte, als Herausgeber und Koautor, pentAlpha Verlag.
- Finanzierung von Film- und Fernsehproduktionen, ESV Medien.
- Landwirtschaft entdecken, mit Anne Mesecke, pentAlpha Verlag.
- Die vergessenen Orte der Arbeit, als Herausgeber und Autor mit Maix Mayer (Fotos) und Emilia Thalheim, Mitteldeutscher Verlag 2013.
- Wissenschaft fürs Fernsehen, mit Theresa Lorenz, Springer VS 2014.
- Zeitreisen vom Aufbruch – Die Zeit vom 9. Oktober 1989 bis 3. Oktober 1990, als Herausgeber, pentAlpha Verlag 2015.
- Journalismus fürs Fernsehen, mit Timo Großpietsch, Springer VS 2015.
- Spuren der Arbeit, als Autor mit Maix Mayer (Fotos), Mitteldeutscher Verlag 2015.
- Wem gehört der Osten, mit Sebastian Fink, Klaus Stuttmann (Karikaturen), Mitteldeutscher Verlag 2015.
- Wege der Landwirtschaft, als Herausgeber, pentAlpha Verlag 2017.
- Die Staatsmacht, die sich selbst abschaffte, gemeinsam mit der Bundesstiftung zur Aufarbeitung der SED-Diktatur, Mitteldeutscher Verlag 2018.
- Die Treuhand - Ein deutsches Drama, mit Matthias Judt, Michael Schönherr, Michael Graupner, Mitteldeutscher Verlag 2020.
- Treuhand - Innensichten einer Behörde, mit Michael Schönherr, Matthias Hoferichter, Mitteldeutscher Verlag 2024.

## Auszeichnungen (Auswahl)
- 2025: Nominierung für den Grimme-Preis 2025 für Die große Angst - Zukunft in Ostdeutschland
- 2024: Blauer Panther 2024 für Was wurde aus der AfD von Jan Lorenzen
- 2024: Hanns-Joachim-Friedrichs-Preis 2024 für Jan Lorenzen mit Wir waren in der AfD und Die große Angst
- 2024: Nominierung für den Grimme Online Award 2024 für Die Treuhand und die Folgen
- 2022: Internationaler Emmy Award in der Kategorie „Current Affairs“ für Slahi und seine Folterer.
- 2022: Grimme Online Award in der Kategorie „Information“ für Umwelt in Ostdeutschland - Von der Katastrophe zur Chance.[2]
- 2022: Nannen Preis in der Kategorie „Investigation“ für Slahi und seine Folterer.[3]
- 2022: Nominierung für den Grimme Online Award 2022 für Umwelt in Ostdeutschland - Von der Katastrophe zur Chance
- 2022: Nominierung für den Grimme-Preis 2022 für Die DNA des Ostens
- 2020: Preis für ausgezeichneten Wirtschaftsjournalismus mit Wer beherrscht Deutschland? - Was der Osten anders macht in der Kategorie Fernsehen der Friedrich und Isabel Vogel Stiftung.
- 2020: Nominierung für den Grimme Online Award für Warum die Treuhand das Land spaltet
- 2019: Alternativer Medienpreis in der Kategorie Geschichte für Die Versteigerer
- 2018: Preis für ausgezeichneten Wirtschaftsjournalismus mit Wer braucht den Osten? in der Kategorie Fernsehen der Friedrich und Isabel Vogel Stiftung.
- 2017: 2. Preis Deutscher Wirtschaftsfilmpreis in der Kategorie Langfilme
- 2017: Preis für ausgezeichneten Wirtschaftsjournalismus mit Wem gehört der Osten? in der Kategorie Fernsehen der Friedrich und Isabel Vogel Stiftung.
- 2013: „Bester Naturfilm“ mit Kulturlandschaften Europas – Südtirol bei der Ökofilmtour 2013
- 2011: Grimme-Preis in der Kategorie „Information & Kultur/Mehrteiler“ für die Doku-Reihe DDR ahoi! (Regie: Lutz Pehnert).[4]
- 2008: „Joris Ivens Competition Special Jury Prize“ des International Documentary Film Festival Amsterdam, für den von Olaf Jacobs produzierten Dokumentarfilm Forgetting Dad (Regie: Rick Minnich & Matt Sweetwood). Derselbe Film wurde im Jahr 2009 mit dem Sonderpreis der Jury des Filmfestival Max Ophüls Preis, dem „The Grand Jury Prize“ des Guangzhou Internationalen Dokumentarfilm Festivals und dem William Dieterle Filmpreis[5] ausgezeichnet.

## Sport
Olaf Jacobs ist Segler in der Bootsklasse Sonar und belegte mit seinem Team (Peter Reichl, Jens Krocker) Platz vier bei den Paralympics 2004 in Athen.